# Monandromyces australis
Monandromyces australis är en svampart som beskrevs av R.K. Benj. 1999. Monandromyces australis ingår i släktet Monandromyces och familjen Laboulbeniaceae.   Inga underarter finns listade i Catalogue of Life.